# Ashram

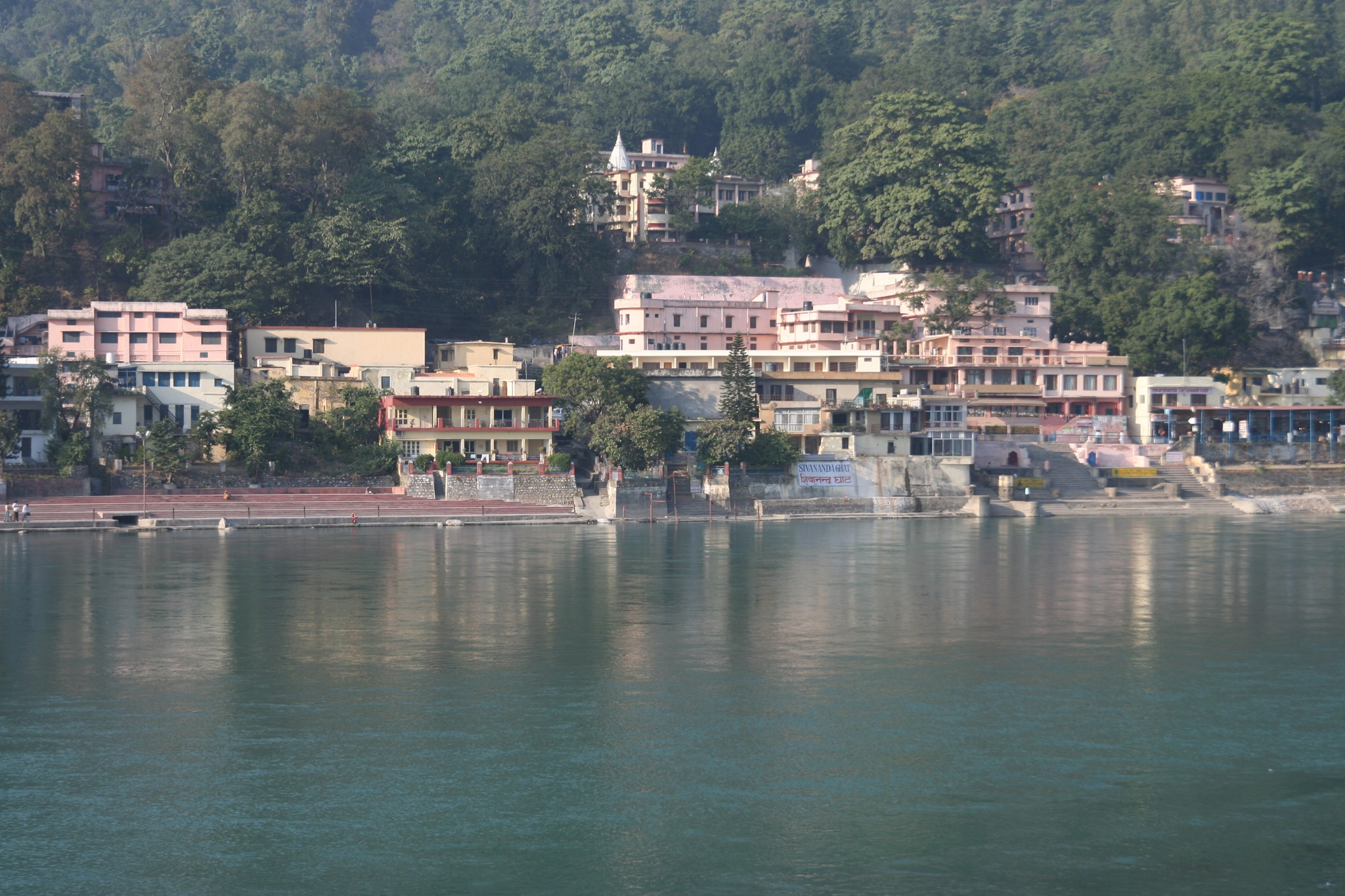
Ashramul Sivananda din Rishikesh, sediul Societății Viața Divină, fondate de Sivananda Saraswati în 1936

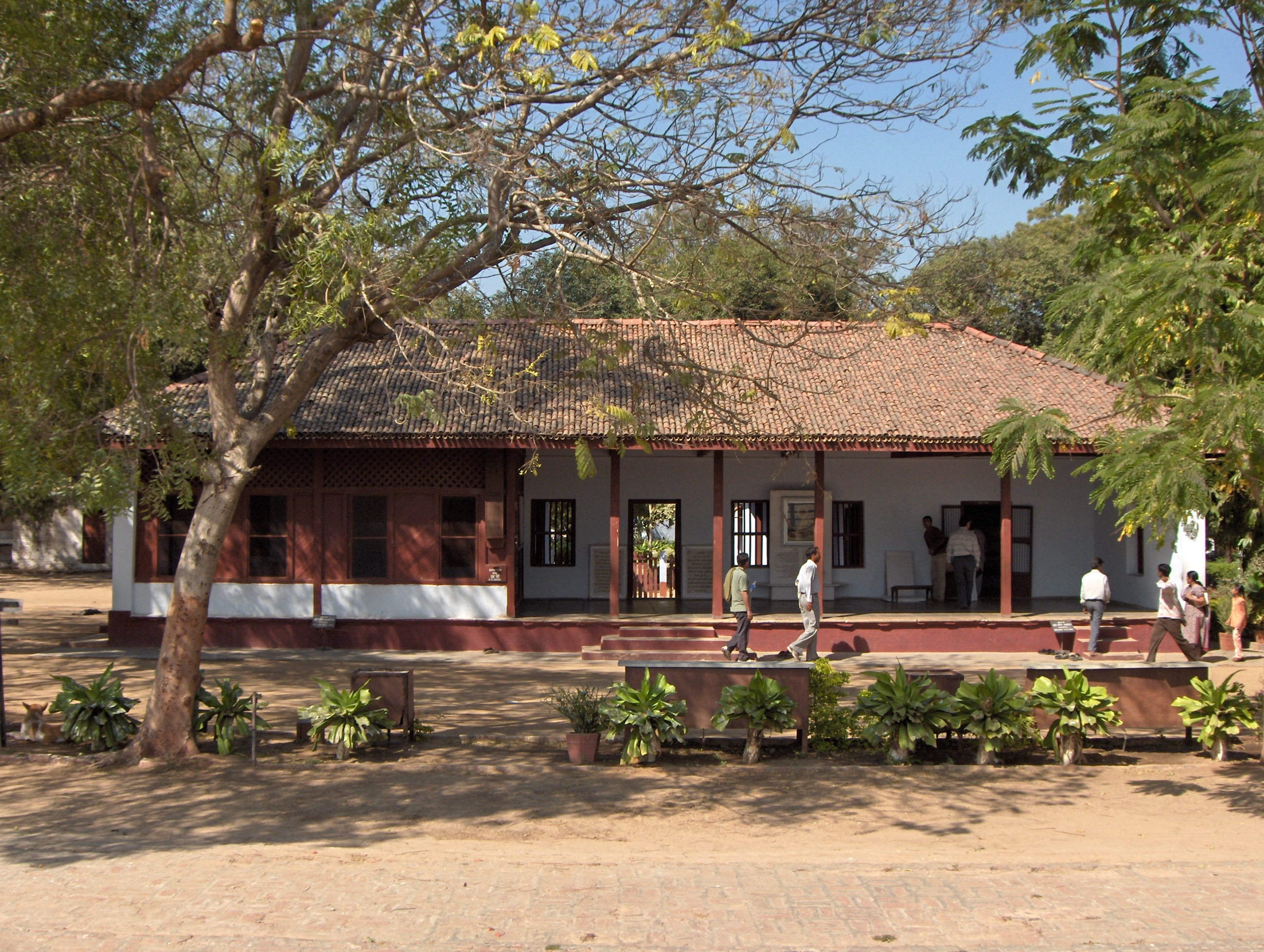
Ashramul Sabarmati, unde a trăit Mahatma Gandhi

Un ashram, ortografiat și așram, (în sanscrită आश्रम , āśrama) este o sihăstrie spirituală sau o mănăstire în religiile indiene.

## Etimologie
Substantivul sanscrit āśrama- este un derivat nominal tematic din rădăcina śrami (care înseamnă „trudă”, < PIE *ḱremh2) completat cu prefixul ā („spre”). Un ashram este un loc în care cineva se străduiește să atingă un scop într-un mod disciplinat. Un astfel de scop ar putea fi ascetic, spiritual, yoghin sau orice altul.

## Prezentare generală

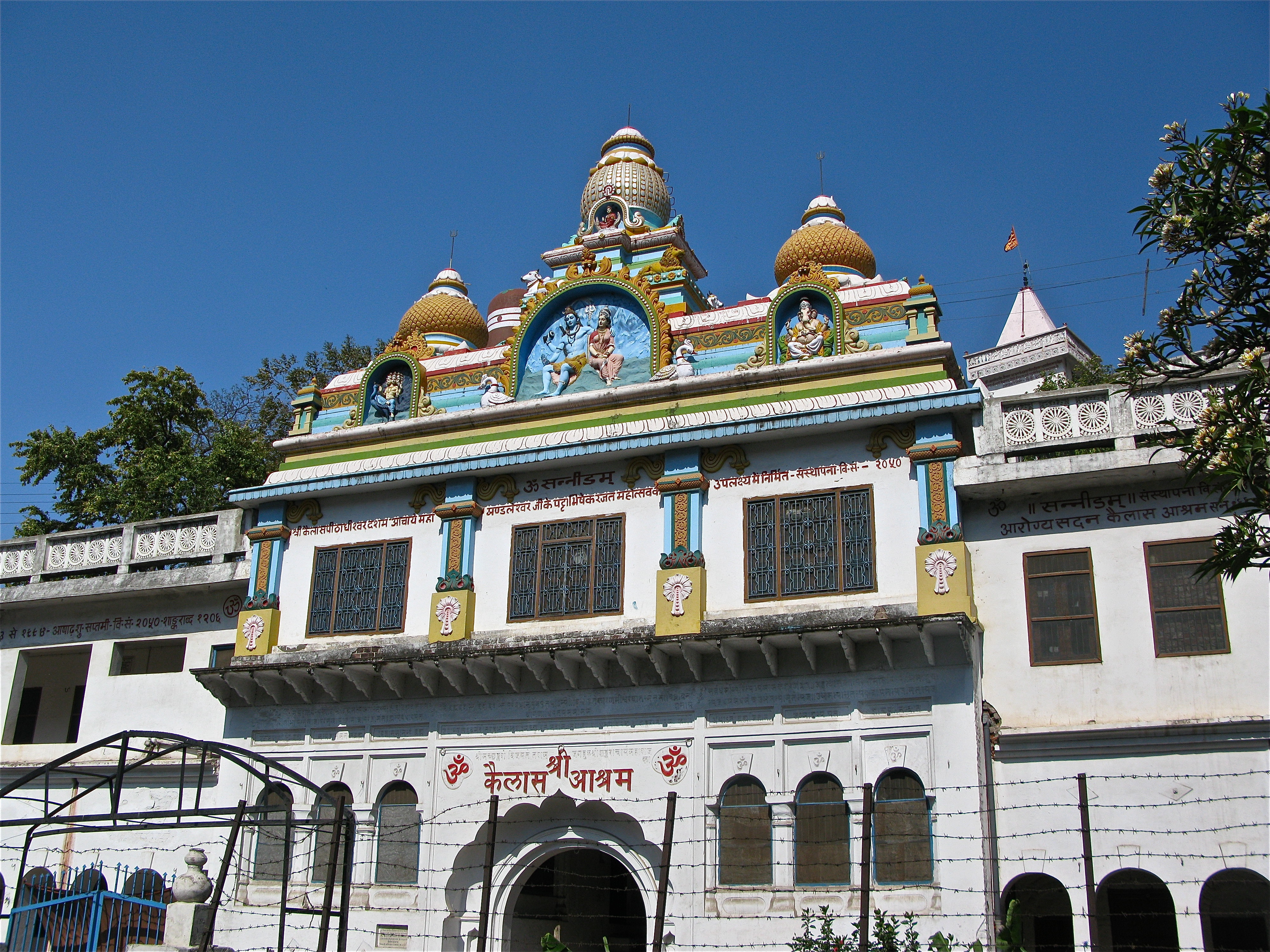
Ashramul Kailash, Muni Ki Reti, Rishikesh, înființat de

Un ashram trebuie să se afle în mod tradițional, dar nu neapărat în perioada contemporană, departe de așezările umane, în păduri sau regiuni muntoase, în mijlocul unui mediu natural revigorant adecvat meditației și instruirii spirituale. Locuitorii unui ashram efectuează în mod regulat exerciții fizice și spirituale, ca, de exemplu, diferite forme de yoga, dar și alte penitențe și sacrificii ritualice, precum Yajna⁠(d). În anumite perioade sau locuri mai multe ashramuri au servit și ca Gurukula⁠(d), școli rezidențiale pentru copii care urmează tradiția guru-shishya.
Uneori, scopul unui pelerinaj la ashram nu era pacea spirituală, ci instruirea în unele arte și meșteșuguri, precum arta războiului. În epopeea antică Ramayana, prinții Rama și Lakshmana⁠(d) din orașul legendar Ayodhya merg la ashramul învățatului Vishvamitra⁠(d) pentru a-i proteja yajna, care era amenințată de a fi pângărită de demonii trimiși de Ravana. După ce își dovedesc curajul, cei doi prinți primesc instrucțiuni războinice din partea înțeleptului, în special în ceea ce privește utilizarea armelor divine. În epopeea atică Mahabharata, zeul Krishna a mers în tinerețe, pe când era un tânăr păstor, la ashramul învățatului Sandipani⁠(d) pentru a dobândi cunoștințe atât despre chestiunile intelectuale, cât și despre chestiunile spirituale.

## Școli din Maharashtra
Școlile cu internat, în special cele din zonele tribale din Maharashtra și din alte părți ale Indiei, sunt numite ashram shala sau școli ashram. O astfel de școală este Lok Biradari Prakalp Ashram Shala⁠(d).

## În Occident
Numeroase ashramuri au fost înființate în afara Indiei. În mod obișnuit, aceste ashramuri au descendențe indiene, se axează pe transmiterea de învățături legate de yoga, adesea în refugii rezidențiale izolate, și sunt conduse de învățători spirituali (indieni sau occidentali).